# 韩迎新
韩迎新（1970年—），中华人民共和国政治人物。
最早入职吉林市毛线厂人事劳资科，后历任厂团委副书记。之后改任吉林市团校副校长，进入共青团吉林市委统战部。后升任共青团吉林市委副书记、中共舒兰市委常委、宣传部部长。中共舒兰市委常委、副市长；任内有名言“我不懂拆迁法，不按拆迁法办”、“我有尚方宝剑！你们随便告，我不怕”。2011年，韩迎新曾因辖区内拆迁户上访而受到关注；后因贪污受贿，被中纪委调查、开除公职。